# 卡伍德 (肯塔基州)
卡伍德（英語：Cawood）是位於美國肯塔基州哈倫縣的一個人口普查指定地區。

## 人口
根據2020年美國人口普查的數據，卡伍德的面積為3.78平方千米，當中陸地面積為3.78平方千米，而水域面積為0.00平方千米。當地共有人口630人，而人口密度為每平方千米166.67人。